# Trần Bích San
Trần Bích San (chữ Hán: 陳碧珊, 1840 - 1877), tự Vọng Nghi (望沂), hiệu Mai Nham (梅岩), được vua Tự Đức ban tên là Hi Tăng (希曾); là một danh sĩ Việt Nam thời Nguyễn.

## Tiểu sử
Trần Bích San là người ở xã Vị Xuyên, huyện Mỹ Lộc, tỉnh Nam Định.Nay là phường Vị Hoàng, thành phố Nam Định, tỉnh Nam Định. Cha ông là Phó bảng Trần Đình Khanh tức Trần Doãn Đạt.
Thuở nhỏ, Trần Bích San từng theo học Hoàng giáp Phạm Văn Nghị. Năm Giáp Tý (1864), ông đỗ đầu kỳ thi Hương. Năm sau, ông đỗ đầu thi Hội và thi Đình, cho nên người đương thời gọi ông là Tam nguyên Vị Xuyên.
Hơn 10 năm làm quan dưới triều Tự Đức, ông lần lượt giữa các chức vụ: Tu soạn Viện Hàn lâm, Án sát Bình Định, Biện lý bộ Hộ, Tuần phủ Hà Nội...
Trong khoảng thời gian ấy, có lần ông làm Phó chủ khảo trường thi Hương Thừa Thiên (1868). Khi ra đề thi gợi ý sĩ tử, ông nói trái luận điểm của Tự Đức (vì lúc này nhà vua đã nhượng bộ, thỏa hiệp với thực dân Pháp), do đó ông bị giáng chức. Năm Canh Ngọ (1870), ông cũng đã từng được cử đi sứ sang Trung Quốc.
Năm Đinh Sửu (1877), ông được thăng Tham tri bộ Lễ, làm Chánh sứ sang Pháp. Chưa kịp đi, ông đột ngột mất ở Huế.
Sau khi mất, Trần Bích San được thăng hàm Tham Tri.

## Tác phẩm
Tác phẩm của Trần Bích San có:
- Mai Nham thi thảo
- Thanh Tâm tài nhân quốc âm thi
- Xuân đường đàm thoại
- Nhân sự kim giám
- Gia huấn ca

Riêng "Thanh Tâm Tài Nhân quốc âm thi" và "Gia huấn ca", cũng có tài liệu cho rằng không phải của Trần Bích San.

## Thương tiếc
Trần Bích San là người có chí hướng, muốn đem tài năng ra giúp dân, giúp nước. Ông từng điều trần vạch rõ thói quan lại tham nhũng lúc ấy. Ông cũng đã đề xuất nhiều kiến nghị cải tổ giáo dục, tuyển chọn nhân tài, phòng thủ đất nước. Vì vậy, khi ông đột ngột mất, thương tiếc, thầy dạy ông là Hoàng giáp Phạm Văn Nghị có làm bài thơ điếu bằng chữ Hán như sau (dịch):
Tái ngộ xưa nay được mấy ai?
So cùng tướng Tống kém chi người.
Một lòng son sắt luôn lo nước,
Muôn dặm bè khơi dám tiếc đời.
Sống chỉ có chừng, quyền tạo hóa,
Chết khôn nhắm mắt, nghĩa vua tôi.
Vẹn danh, tròn cuộc không cần nói,
Khí mạnh non sông chửa chút vơi.

## Sách tham khảo
- Hoàng Hữu Yên, Văn học thế kỷ 19. Nhà xuất bản Khoa học Xã hội, Hà Nội, 2004.
- Nguyễn Q. Thắng-Nguyễn Bá Thế, Từ điển nhân vật lịch sử Việt Nam. Nhà xuất bản Khoa học Xã hội, Hà Nội, 1992.